# Slichot
Slichot, přepisováno též jako selichot (hebrejsky סְלִיחוֹת‎, doslova „odpuštění“, v množném čísle) jsou židovské kajícné modlitby a prosby za prominutí hříchů, jež jsou zejména určeny pro dobu před největším svátkem pokání a odpuštění, totiž Jom kipur. Tyto modlitby se však pronášejí i o jiných postních a vzpomínkových dnech. Častým obsahem těchto modliteb jsou zmínky o nelidských utrpeních izraelského lidu, končí však vždy vyznáním vlastních hříchů a prosbami za odpuštění. Hlavním účelem slichot je totiž získání Božího odpuštění (hebrejsky סְלִיחָה, s(e)licha, v jednotném čísle).
V knihovně Židovského muzea v Praze je uchován rukopis Kroměřížské selichy k 26. červnu 1643 anonymního autora čtené při sváteční liturgii v kroměřížské synagoze až do roku 1941.